# Cycnoches farnsworthianum
Cycnoches farnsworthianum är en orkidéart som beskrevs av David Edward Bennett och Eric Alston Christenson. Cycnoches farnsworthianum ingår i släktet Cycnoches, och familjen orkidéer.
Artens utbredningsområde är Peru. Inga underarter finns listade i Catalogue of Life.